# Violetta - Il concerto (album)
Violetta - Il concerto è un album discografico tratto dalla telenovela argentina Violetta, contenente le canzoni del tour omonimo al disco, pubblicato nel 2013 dalla Walt Disney Records.

## Il disco
Durante il tour musicale "Violetta - Il concerto", svoltosi tra il 2013 e il 2014 tra l'Europa e America Latina si decide di pubblicare un disco legato agli spettacoli, includendo le canzoni registrate durante essi.
Nel mercato latinoamericano appare il 28 novembre 2013 alla fine delle rappresentazioni in quei paesi. Le canzoni sono state registrate durante le tappe al Teatro Gran Rex di Buenos Aires: nei mesi tra luglio e settembre dello stesso anno. Per scegliere la copertina del CD, si è svolta una votazione, nella pagina ufficiale argentina del social network Facebook della serie. Il disco contiene due CD: uno con 25 canzoni (tra cui 5 inedite della seconda stagione) e l'altro un DVD con 11 tracce, karaoke e versione sing-along.
Viene diffuso nei negozi italiani il 25 marzo 2014 con le canzoni live dei concerti di Milano del 3 e 4 gennaio.
Il compact disc viene pubblicato anche in Messico il 14 febbraio 2014, dalla metà di gennaio in Francia e in Polonia dal 4 febbraio. Il contenuto di quello messicano è lo stesso della versione argentina. Per la versione francese e quella del Belgio, invece, presenta 20 canzoni dei live senza il DVD e i 5 inediti. In Polonia il disco ha 16 canzoni: 11 del concerto e 5 bonus track.

## Tracce

### Edizione Francia e Belgio
1. Martina Stoessel e il cast – Hoy somos más – 2:22 (Eduardo Frigerio, Claudio Yuste)
2. Cast di Violetta – Tienes el talento – 1:28 (Sebastian Mellino, Pablo Correa, Ezequiel Bauza)
3. Cast di Violetta – Euforia – 2:32 (Sebastian Mellino, Ezequiel Bauza, Norberto Sánchez Silva)
4. Cast di Violetta – Habla Si Puedes – 3:24 (Sebastian Mellino, Pablo Correa, Ezequiel Bauza)
5. Martina Stoessel e Jorge Blanco – Podemos – 3:15 (Sebastian Mellino, Pablo Correa, Ezequiel Bauza)
6. Mercedes Lambre e Facundo Gambandé – Ahi Estare – 1:35 (Marcelo Wengrovsky, Gilberta Anatonia Caron)
7. Jorge Blanco, Diego Domínguez, Samuel Nascimento, Facundo Gambandé, Nicolas Garnier e Xabiani Ponce De León – Are You Ready For The Ride? – 2:54 (Sebastian Mellino, Pablo Correa, Ezequiel Bauza)
8. Martina Stoessel, Lodovica Comello e Candelaria Molfese – Veo Veo – 2:40 (Sebastian Mellino, Pablo Correa, Ezequiel Bauza)
9. Jorge Blanco – Voy Por Ti – 2:30 (Sebastian Mellino, Pablo Correa, Ezequiel Bauza)
10. Mercedes Lambre e Alba Rico – Peligrosamente bellas – 3:08 (Silvio Richetto, Itziar Martinez)
11. Diego Domínguez – Yo soy asi – 1:57 (Silvio Richetto, Jacobo Calderón, Itziar Martinez, Giuseppe Cazzago, Gianpietro Cazzago)
12. Martina Stoessel – Como quieres – 2:29 (Sebastian Mellino, Pablo Correa, Ezequiel Bauza)
13. Martina Stoessel, Lodovica Comello e Candelaria Molfese – Junto a ti – 3:09 (Sebastian Mellino, Pablo Correa, Ezequiel Bauza)
14. Jorge Blanco – Te esperare – 0:39 (Marcelo Wengrowski)
15. Cast di Violetta – On Beat – 3:16 (Silvio Richetto, Itziar Martinez)
16. Cast di Violetta – Juntos somos mas – 2:53 (Eduardo Frigerio, Claudio Yuste)
17. Martina Stoessel – En mi mundo – 1:30 (Sebastian Mellino, Pablo Correa, Ezequiel Bauza)
18. Cast di Violetta – Ser mejor – 3:29 (Sebastian Mellino, Pablo Correa, Ezequiel Bauza)
19. Martina Stoessel – Te creo – 2:49 (Eduardo Frigerio, Claudio Yuste)
20. Martina Stoessel – En mi mundo – 4:34 (Sebastian Mellino, Pablo Correa, Ezequiel Bauza)

Durata totale: 52:33

### Edizione America Latina
CD
1. Cast di Violetta – Soy mi mejor momento – 3:57 (Sebastian Mellino, Pablo Correa, Norberto Sánchez Silva)
2. Jorge Blanco, Samuel Nascimento, Facundo Gambandé, Diego Domínguez e Nicolas Garnier – Ven con nosotros – 3:10 (Silvio Richetto, Itziar Martinez)
3. Martina Stoessel e Rock Bones – A los cuatro vientos – 3:03
4. Samuel Nascimento – Te fazer feliz – 2:44 (Sebastian Mellino, Pablo Correa, Ezequiel Bauza)
5. Martina Stoessel – Esto no puede terminar – 3:16 (Sebastian Mellino, Pablo Correa, Norberto Sánchez Silva)

DVD
1. Cast di Violetta – Ser mejor – 3:29 (Sebastian Mellino, Pablo Correa, Ezequiel Bauza)
2. Lodovica Comello, Candelaria Molfese e Martina Stoessel – Veo veo – 3:40 (Sebastian Mellino, Pablo Correa, Ezequiel Bauza)
3. Martina Stoessel – Hoy somos mas – 2:22 (Eduardo Frigerio, Claudio Yuste)
4. Martina Stoessel – Como quieres – 2:29 (Sebastian Mellino, Pablo Correa, Ezequiel Bauza)
5. Mercedes Lambre e Alba Rico – Peligrosamente bellas – 3:08 (Silvio Richetto, Itziar Martinez)
6. Cast di Violetta – Euforia – 2:32 (Sebastian Mellino, Ezequiel Bauza, Norberto Sánchez Silva)
7. Cast di Violetta – On beat – 3:16 (Silvio Richetto, Itziar Martinez)
8. Martina Stoessel e Jorge Blanco – Nuestro camino – 3:30 (Silvio Richetto, Itziar Martinez)
9. Cast di Violetta – Soy mi mejor momento – 3:53 (Sebastian Mellino, Ezequiel Bauza, Norberto Sánchez Silva)
10. Martina Stoessel e Mercedes Lambre – Si es por amor – 3:03 (Eduardo Frigerio, Claudio Yuste)
11. Cast di Violetta – Esto no puede terminar – 3:16 (Sebastian Mellino, Pablo Correa, Norberto Sánchez Silva)

### Edizione Polonia
1. Martina Stoessel e il cast – Hoy somos más – 2:22 (Eduardo Frigerio, Claudio Yuste)
2. Cast di Violetta – Euforia – 2:32 (Sebastian Mellino, Ezequiel Bauza, Norberto Sánchez Silva)
3. Mercedes Lambre e Facundo Gambandé – Ahi Estare – 1:34 (Marcelo Wengrovsky, Gilberta Anatonia Caron)
4. Cast di Violetta – Habla Si Puedes – 3:24 (Sebastian Mellino, Pablo Correa, Ezequiel Bauza)
5. Martina Stoessel e Jorge Blanco – Podemos – 2:47 (Sebastian Mellino, Pablo Correa, Ezequiel Bauza)
6. Martina Stoessel – Como quieres – 2:29 (Sebastian Mellino, Pablo Correa, Ezequiel Bauza)
7. Jorge Blanco, Diego Domínguez, Samuel Nascimento, Facundo Gambandé, Nicolas Garnier e Xabiani Ponce De León – Are You Ready For The Ride? – 2:53 (Sebastian Mellino, Pablo Correa, Ezequiel Bauza)
8. Jorge Blanco – Voy Por Ti – 2:30 (Sebastian Mellino, Pablo Correa, Ezequiel Bauza)
9. Cast di Violetta – On Beat – 3:16 (Silvio Richetto, Itziar Martinez)
10. Jorge Blanco – Te esperare – 0:39 (Marcelo Wengrowski)
11. Martina Stoessel – En mi mundo – 4:34 (Sebastian Mellino, Pablo Correa, Ezequiel Bauza)
12. Cast di Violetta – Soy mi mejor momento – 3:57
13. Jorge Blanco, Samuel Nascimento, Facundo Gambandé, Diego Domínguez e Nicolas Garnier – Ven con nosotros – 3:10
14. Martina Stoessel e Rock Bones – A los cuatro vientos – 3:03
15. Samuel Nascimento – Te fazer feliz – 2:44
16. Martina Stoessel – Esto no puede terminar – 3:16

Durata totale: 45:10

### Edizione Italia
1. Martina Stoessel e il cast – Hoy somos más – 2:20 (Eduardo Frigerio, Claudio Yuste)
2. Cast di Violetta – Tienes el talento – 1:28 (Sebastian Mellino, Pablo Correa, Ezequiel Bauza)
3. Cast di Violetta – Euforia – 2:43 (Sebastian Mellino, Ezequiel Bauza, Norberto Sánchez Silva)
4. Cast di Violetta – Habla Si Puedes – 3:19 (Sebastian Mellino, Pablo Correa, Ezequiel Bauza)
5. Martina Stoessel e Jorge Blanco – Podemos – 3:50 (Sebastian Mellino, Pablo Correa, Ezequiel Bauza)
6. Mercedes Lambre e Facundo Gambandé – Ahi Estare – 2:05 (Marcelo Wengrovsky, Gilberta Anatonia Caron)
7. Jorge Blanco, Diego Domínguez, Samuel Nascimento, Facundo Gambandé, Nicolas Garnier e Xabiani Ponce De León – Are You Ready For The Ride? – 3:08 (Sebastian Mellino, Pablo Correa, Ezequiel Bauza)
8. Martina Stoessel, Mercedes Lambre, Lodovica Comello, Candelaria Molfese e Alba Rico – Alcancemos las estrellas – 3:33 (Silvio Richetto, Itziar Martinez)
9. Diego Domínguez – Voy por ti (Acustica) – 0:45 (Sebastian Mellino, Pablo Correa, Ezequiel Bauza)
10. Jorge Blanco – Voy por ti – 2:33 (Sebastian Mellino, Pablo Correa, Ezequiel Bauza)
11. Martina Stoessel e Jorge Blanco – Nuestro camino – 3:14 (Silvio Richetto, Itziar Martinez)
12. Martina Stoessel, Lodovica Comello e Candelaria Molfese – Veo veo – 3:35 (Sebastian Mellino, Pablo Correa, Ezequiel Bauza)
13. Ruggero Pasquarelli – Luz, càmara y acciòn – 2:53 (Eduardo Frigerio, Claudio Yuste)
14. Jorge Blanco – Entre Dos Mundos – 2:30 (Silvio Richetto, Jacobo Calderón, Itziar Martinez)
15. Mercedes Lambre e Alba Rico – Peligrosamente bellas – 3:08 (Silvio Richetto, Itziar Martinez)
16. Diego Domínguez – Yo soy asi – 2:06 (Silvio Richetto, Jacobo Calderón, Itziar Martinez, Giuseppe Cazzago, Gianpietro Cazzago)
17. Martina Stoessel – Como quieres – 2:53 (Sebastian Mellino, Pablo Correa, Ezequiel Bauza, Mariano Chihade)
18. Lodovica Comello e Ruggero Pasquarelli – Vieni e canta – 2:45 (Sebastian Mellino, Pablo Correa, Ezequiel Bauza, Matteo Grenci)
19. Martina Stoessel, Lodovica Comello e Candelaria Molfese – Junto a ti – 3:02 (Sebastian Mellino, Pablo Correa, Ezequiel Bauza)
20. Jorge Blanco – Te esperare – 3:05 (Marcelo Wengrowski)
21. Cast di Violetta – On beat – 3:29 (Silvio Richetto, Itziar Martinez)
22. Cast di Violetta – Juntos somos mas – 3:03 (Eduardo Frigerio, Claudio Yuste)
23. Martina Stoessel – Nel mio mondo – 2:23 (Sebastian Mellino, Pablo Correa, Ezequiel Bauza, Lorena Brancucci)
24. Cast di Violetta – Ser mejor – 4:23 (Sebastian Mellino, Pablo Correa, Ezequiel Bauza)
25. Cast di Violetta – Ser mejor – 2:02 (Sebastian Mellino, Pablo Correa, Ezequiel Bauza) – versione finale della canzone precedente
26. Martina Stoessel – Te creo – 3:19 (Eduardo Frigerio, Claudio Yuste)
27. Martina Stoessel – Nel mio mondo – 5:21 (Sebastian Mellino, Pablo Correa, Ezequiel Bauza)

Durata totale: 78:55

## Successo commerciale
L'album debutta nella prima settimana di uscita alla prima posizione della classifica FIMI, così come nelle 5 settimane successive ed ottiene ad ottobre 2014 la certificazione di disco d'oro per le 25 000 copie vendute. Arriva primo anche nella classifica polacca e raggiunge un buon successo anche nel paese d'origine.
In Francia, il disco debutta alla nona posizione, per poi arrivare alla quarta nella terza settimana di pubblicazione; dopo quindici settimane rimane ancora nella classifica. In Vallonia, raggiunge la massima posizione numero 60 e nelle Fiandre, dopo cinque settimane dall'uscita nel mercato, la numero 13.

## Classifiche
| Classifica (2014) | Posizione massima |
| ----------------- | ----------------- |
| Belgio (Vallonia) | 13                |
| Belgio (Fiandre)  | 60                |
| Francia           | 4                 |
| Italia            | 1                 |
| Polonia           | 1                 |

## Date di pubblicazione
| Paese      | Data             | Formato               |
| ---------- | ---------------- | --------------------- |
| Argentina  | 28 novembre 2013 | CD, download digitale |
| Cile       | 28 novembre 2013 | CD, download digitale |
| Colombia   | 28 novembre 2013 | CD, download digitale |
| Guatemala  | 28 novembre 2013 | CD, download digitale |
| Honduras   | 28 novembre 2013 | CD, download digitale |
| Perù       | 28 novembre 2013 | CD, download digitale |
| Venezuela  | 28 novembre 2013 | CD, download digitale |
| Francia    | 13 gennaio 2014  | CD, download digitale |
| Polonia    | 4 febbraio 2014  | CD, download digitale |
| Messico    | 14 febbraio 2014 | CD, download digitale |
| Brasile    | 6 marzo 2014     | CD, download digitale |
| Italia     | 25 marzo 2014    | CD, download digitale |
| Portogallo | 4 febbraio 2015  | CD, download digitale |